# Premis Butaca de 1998
Els Premis Butaca de 1998, varen ser la quarta edició dels oficialment anomenats Premis Butaca de teatre i cinema de Catalunya, uns guardons teatrals i cinematogràfics catalans, creats l'any 1995 per Glòria Cid i Toni Martín, conductors d'un programa a la ràdio de Premià de Mar, en reconeixement de les obres de teatre i pel·lícules estrenades a Catalunya. Els premis són atorgats per votació popular.
En aquesta edició, s'atorgaren els següents premis extraordinaris:
- Premi Butaca especial a la qualitat i el saber fer
- Premi Butaca a l'estima pel teatre
- Butaca d'Honor

## Palmarès i nominacions[1]

### Premi Butaca al millor muntatge teatral
| Obra                                           | Productora                                                   | Resultat  |
| ---------------------------------------------- | ------------------------------------------------------------ | --------- |
| Paraules encadenades                           | Centre Dramàtic de la Generalitat de Catalunya i Grup Focus  | Guanyador |
| Como canta una ciudad de noviembre a noviembre | Teatre Lliure                                                | Nominat   |
| El florido pensil                              | 3xtr3s                                                       | Nominat   |
| La gavina                                      | Teatre Nacional de Catalunya                                 | Nominat   |
| La increïble història del Dr. Floit & Mr. Pla  | Els Joglars i Centre Dramàtic de la Generalitat de Catalunya | Nominat   |

### Premi Butaca al millor musical
| Obra                | Productora                         | Resultat  |
| ------------------- | ---------------------------------- | --------- |
| El somni de Mozart  | El Musical més Petit i TNC         | Guanyador |
| Guys and Dolls      | Teatre Nacional de Catalunya       | Nominat   |
| La pantera imperial | Cia. Carles Santos i Teatre Lliure | Nominat   |
| Els Pirates         | Dagoll Dagom                       | Nominat   |
| Sóc lletja          | Cia. Kràmpack                      | Nominat   |

### Premi Butaca al millor espectacle de petit format
| Obra                                          | Productora                       | Resultat  |
| --------------------------------------------- | -------------------------------- | --------- |
| Méli-Mélo                                     | Chicos Mambo Show                | Guanyador |
| 10.000 Kg.                                    | Cia. General Elèctrica           | Nominat   |
| Amor de Don Perlimpín con Belisa en su jardín | Cia. Aleluya                     | Nominat   |
| Chaise longue                                 | Mont Plans i Miquel Crespi       | Nominat   |
| Macbeth o Macbetho                            | Cia. Teatre del Bon Temps        | Nominat   |
| Gimiendo a lo lindo                           | Centre Dramàtic del Vallès       | Nominat   |
| El somni d'un curiós                          | Teatre de la Brume               | Nominat   |
| Te casarás en América                         | Mariana Percovich i Miguel Römer | Nominat   |
| Vacantes                                      | Lluïsa Cunillé                   | Nominat   |

### Premi Butaca al millor text teatral
| Obra                                          | Autor/a           | Resultat  |
| --------------------------------------------- | ----------------- | --------- |
| Paraules encadenades                          | Jordi Galceran    | Guanyador |
| La increïble història del Dr. Floit & Mr. Pla | Albert Boadella   | Nominat   |
| La venda                                      | Lluïsa Cunillé    | Nominat   |
| Zowie                                         | Sergi Pompermayer | Nominat   |

### Premi Butaca a la millor direcció
| Director/a          | Obra                                           | Resultat  |
| ------------------- | ---------------------------------------------- | --------- |
| Josep Maria Flotats | La gavina                                      | Guanyador |
| Albert Boadella     | La increïble història del Dr. Floit & Mr. Pla  | Nominat   |
| Lluís Pasqual       | Como canta una ciudad de noviembre a noviembre | Nominat   |
| Tamzin Townsend     | Paraules encadenades                           | Nominada  |

### Premi Butaca a la millor direcció d'un musical
| Director/a                | Obra                | Resultat   |
| ------------------------- | ------------------- | ---------- |
| Daniel Anglès i Manu Guix | El somni de Mozart  | Guanyadors |
| Joan Lluís Bozzo          | Els Pirates         | Nominat    |
| Mario Gas                 | Guys and Dolls      | Nominat    |
| Carles Santos             | La pantera imperial | Nominat    |

### Premi Butaca a la millor actriu
| Actriu         | Obra                     | Resultat   |
| -------------- | ------------------------ | ---------- |
| Emma Vilarasau | Paraules encadenades     | Guanyadora |
| Ariadna Gil    | La gavina                | Nominada   |
| Mònica López   | L'auca del senyor Esteve | Nominada   |
| Àngels Poch    | Zowie                    | Nominada   |

### Premi Butaca al millor actor
| Actor            | Obra                                          | Resultat  |
| ---------------- | --------------------------------------------- | --------- |
| Jordi Boixaderas | Paraules encadenades                          | Guanyador |
| Ramon Fontserè   | La increïble història del Dr. Floit & Mr. Pla | Nominat   |
| Marc Martínez    | Zowie                                         | Nominat   |
| Francesc Orella  | L'auca del senyor Esteve                      | Nominat   |

### Premi Butaca a la millor actriu de musical
| Actriu          | Obra               | Resultat   |
| --------------- | ------------------ | ---------- |
| Vicky Peña      | Guys and Dolls     | Guanyadora |
| Pili Capellades | El somni de Mozart | Nominada   |
| Laura Conejero  | Sóc lletja         | Nominada   |
| Rosa Galindo    | Els Pirates        | Nominada   |

### Premi Butaca al millor actor de musical
| Actor          | Obra               | Resultat  |
| -------------- | ------------------ | --------- |
| Àngel Llàcer   | El somni de Mozart | Guanyador |
| Abel Folk      | Guys and Dolls     | Nominat   |
| Joel Joan      | Sóc lletja         | Nominat   |
| Carles Sabater | Els Pirates        | Nominat   |

### Premi Butaca al millor mitjà de difusió del teatre
| Autor                    | Mitjà                     | Resultat  |
| ------------------------ | ------------------------- | --------- |
| Marcos Ordóñez           | Avui                      | Guanyador |
| Joan Anton Benach        | La Vanguardia             | Nominat   |
| Juan Carlos Olivares     | ABC                       | Nominat   |
| Gonzalo Pérez de Olaguer | El Periódico de Catalunya | Nominat   |
| Maria José Ragué         | El Mundo                  | Nominada  |
| Juli Rodés               | La Ràdio a Escena         | Nominat   |
| Albert de la Torre       | Les 1.000 i una           | Nominat   |
| Continuarà...            | La 2                      | Nominat   |

### Premi Butaca a la millor pel·lícula d'autor
| Pel·lícula           | Director           | Resultat   |
| -------------------- | ------------------ | ---------- |
| The Full Monty       | Peter Cattaneo     | Guanyadora |
| Abre los ojos        | Alejandro Amenábar | Nominada   |
| Chasing Amy          | Kevin Smith        | Nominada   |
| Deconstructing Harry | Woody Allen        | Nominada   |
| Marius et Jeannette  | Robert Guédiguian  | Nominada   |
| Martín (Hache)       | Adolfo Aristarain  | Nominada   |
| Coneixem la cançó    | Alain Resnais      | Nominada   |

### Premi Butaca a la millor actriu catalana de cinema
| Actriu           | Pel·lícula                  | Resultat   |
| ---------------- | --------------------------- | ---------- |
| Anna Lizaran     | La primera noche de mi vida | Guanyadora |
| Loles León       | Amor de hombre              | Nominada   |
| Laia Marull      | Mensaka                     | Nominada   |
| Ingrid Rubio     | El faro                     | Nominada   |
| Rosa Maria Sardà | Carícies                    | Nominada   |

### Premi Butaca al millor actor català de cinema
| Finalistes    | Obra     | Resultat  |
| ------------- | -------- | --------- |
| Jordi Dauder  | Carícies | Guanyador |
| Adrià Collado | Mensaka  | Nominat   |
| Sergi López   | Western  | Nominat   |
| David Selvas  | Carícies | Nominat   |

### Premi Butaca al millor mitjà de difusió del cinema
| Autor/a            | Mitjà                     | Resultat  |
| ------------------ | ------------------------- | --------- |
| Àlex Gorina        | Catalunya Ràdio           | Guanyador |
| Lluís Bonet Mojica | La Vanguardia             | Nominat   |
| Quim Casas         | El Periódico de Catalunya | Nominat   |
| Jordi Costa        | Avui                      | Nominat   |
| Jaume Figueras     | El Terrat                 | Nominat   |
| Teófilo Necrófilo  | Cadena Ser                | Nominat   |
| Mirito Torreiro    | El País                   | Nominat   |
| Redacció           | Cinemanía                 | Nominada  |
| Redacció           | Dirigido por...           | Nominada  |
| Redacció           | Fotogramas                | Nominada  |
| Redacció           | Imágenes de Actualidad    | Nominada  |

### Premi Butaca a l'estima pel teatre
- Sebastià Camprubí

### Premi Butaca a la qualitat i el saber fer
- Festival Internacional de Teatre de Sitges (Joan Ollé)

- Festival Internacional de Cinema Fantàstic de Catalunya (Àlex Gorina)

### Butaca Honorífica
- Tricicle